# الجزائر (المستعمرة الفرنسية)
36°46′00″N 3°03′00″E / 36.76666667°N 3.05°E
الاستعمار الفرنسي للجزائر (5 يوليو 1830 - 5 يوليو 1962) الموافق (14 محرم 1246 هـ - 7 ذي القعدة 1380 هـ) هو استعمار استيطاني للجزائر من طرف فرنسا.
بدأ الغزو الفرنسي للجزائر في عام 1830 بغزو الجزائر الذي أطاح بإيالة الجزائر ، على الرغم من أن الجزائر لم تُحتل بالكامل ولم تُسالم إلا في عام 1903. ويقدر أنه بحلول عام 1875، قُتل ما يقرب من 825000 جزائري أصلي. يصف العديد من العلماء الغزو الفرنسي بأنه إبادة جماعية. حُكمت الجزائر كمستعمرة من عام 1830 إلى عام 1848، ثم كأقسام متعددة، وجزء لا يتجزأ من فرنسا ، مع تنفيذ دستور الجمهورية الفرنسية الثانية في 4 نوفمبر 1848 حتى استقلال الجزائر عام 1962. بعد رحلة إلى الجزائر عام 1860 أصبح الإمبراطور الفرنسي آنذاك نابليون الثالث حريصًا على إنشاء مملكة تابعة يحكمها في اتحاد شخصي ، وتوسيع الحريات للسكان الأصليين والحد من الاستعمار (وهو الموقف الذي كان يأمل أن يعزز موطئ قدم فرنسا في العالم الإسلامي، ولكنه لم يكن محبوبًا لدى المستوطنين الأوروبيين المحليين). ومع ذلك فإن هذا المشروع لن يذهب إلى أي مكان وستلغي الجمهورية الثالثة التي تأسست حديثًا أي خطط للحكم الذاتي الإقليمي الجزائري، حتى أنها سعت إلى تعزيز قبضتها بمنح الجنسية للسكان اليهود الأصليين في الجزائر فيما وُصف بأنه مثال على فرق تسد.
باعتبارها ولاية قضائية معترف بها من فرنسا، أصبحت الجزائر وجهة لمئات الآلاف من المهاجرين الأوروبيين. عُرفوا في البداية باسم المستعمرين ثم باسم الأقدام السوداء وهو مصطلح يُطبق في المقام الأول على الأوروبيين العرقيين المولودين في الجزائر. شكل السكان المسلمون الأصليون غالبية الإقليم طوال تاريخه. تدريجيًا أدى عدم الرضا بين السكان المسلمين بسبب افتقارهم إلى الحرية السياسية والاقتصادية، إلى تأجيج الدعوات إلى مزيد من الحكم الذاتي السياسي ، وفي النهاية الاستقلال عن فرنسا. شكلت مذبحة سطيف وقالمة ، في عام 1945، نقطة اللاعودة في العلاقات الفرنسية الجزائرية وأدت إلى اندلاع الحرب الجزائرية التي اتسمت باستخدام حرب العصابات من قبل جبهة التحرير الوطني ، والجرائم ضد الإنسانية من قبل الفرنسيين. انتهت الحرب في عام 1962، وحصلت الجزائر على استقلالها بعد اتفاقيات إيفيان في مارس 1962 واستفتاء تقرير المصير في يوليو 1962.
خلال سنواتها الأخيرة كجزء من فرنسا كانت الجزائر عضوًا مؤسسًا في الجماعة الأوروبية للفحم والصلب والمجموعة الاقتصادية الأوروبية.

## الجزائر قبل الاستعمار
كان للجزائر قبل الاستعمار أسطول قوي، ومع مرور الزمن تقادم الأسطول حتى تحطّم كليا في معركة نافرين في 1827 عندما ساعدت الجزائر الدولة العثمانية ولم يبقَ منه سوى خمس سفن، فاغتنمت فرنسا الفرصة لتنفيد مشروعها الاستعماري في الجزائر.
كانت الجزائر في القرن التاسع عشر من الدول العربية التي تتبع للدولة العثمانية.
بدأ يدبّ الوهن في الدولة العثمانية (الرجل المريض) وتزايد طمع الدول الأوروبية الاستعمارية عليها وعلى أقاليمها حيث وقعت كلها تحت الاحتلال الأوروبي بمختلف أشكاله (وصاية. حماية. انتداب. استعمار مباشر كما هو الحال).[بحاجة لمصدر]

## الاحتلال الفرنسي للجزائر
فرنسا، التي كانت تنوي احتلال الجزائر منذ عهد نابليون بونابرت، استعملت حادثة المروحة كذريعة لاحتلال للجزائر. فهاجمت الجزائر من ميناء طولون بحملة بلغ قوامها 37,600 جندي.[بحاجة لمصدر] لمّا وصلت هذه الحملة إلى سيدي فرج في 14 يونيو 1830 الموافق 23 ذو الحجة 1245 هـ. وبعد الاحتلال فرضت فرنسا على الجزائريين قانون الأهالي.كان من نتائج الهجمة الاستعمارية الشرسة التي تعرضت لها المؤسسات التعليمية والوقفية والدينية، نضوب ميزانية التعليم وغلق المدارس وانقطاع التلاميذ عن الدراسة وهجرة العلماء. وبذلك فإن رسالة فرنسا في الجزائر كانت هي التجهيل وليس التعليم، مما يمكّن الفرنسيين من جعل الجزائر، أسهل انقيادا وأكثر قابلية لتقبّل مبادئ الحضارة الغربية. ولا تختلف السياسة التعليمية الفرنسية في الجزائر عبر مختلف مراحل الوجود الفرنسي عسكري كان أو مدني، لأنها كانت أهدافا واحدة وإن اختلفت التسميات.[بحاجة لمصدر]

## فرنسا والثورات الشعبية
لم تحتل فرنسا الجزائر بسهولة بل كانت هناك ثورات شعبية عديدة في كل إقليم وقفت في وجهها وقد عرقلت تقدم الاحتلال منذ دخوله.
لقد كان الشعب الجزائري رافضا الاستعمار الفرنسي جملة وتفصيلا، حيث واجهت فرنسا ثورات شعبية عديدة منها ثورة أحمد باي بن محمد الشريف في الشرق، ثورة عبد القادر الجزائري في الغرب، فاطمة نسومر في القبائل، وما كانت تخمد واحدة حتى تثور الأخرى إلى غاية القرن العشرين. ثم أتت ثورة التحرير الجزائرية في عام 1954 التي حرّرت الجزائر من الاستعمار.

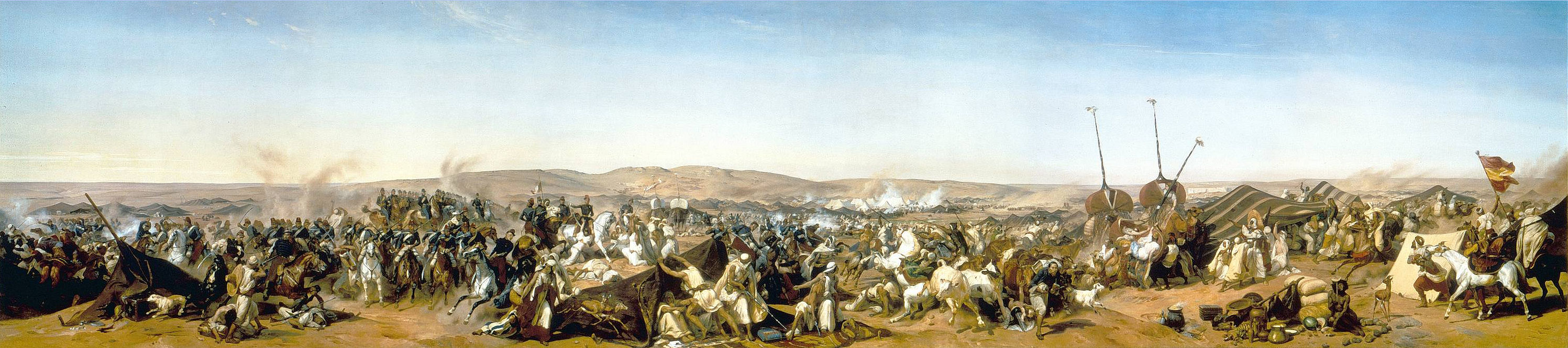
لوحة زيتية تبيّن رحى معركة الزمالة، التي جرت في 16 ماي 1843 تحت قيادة الأمير عبد القادر الجزائري.

## الأسباب

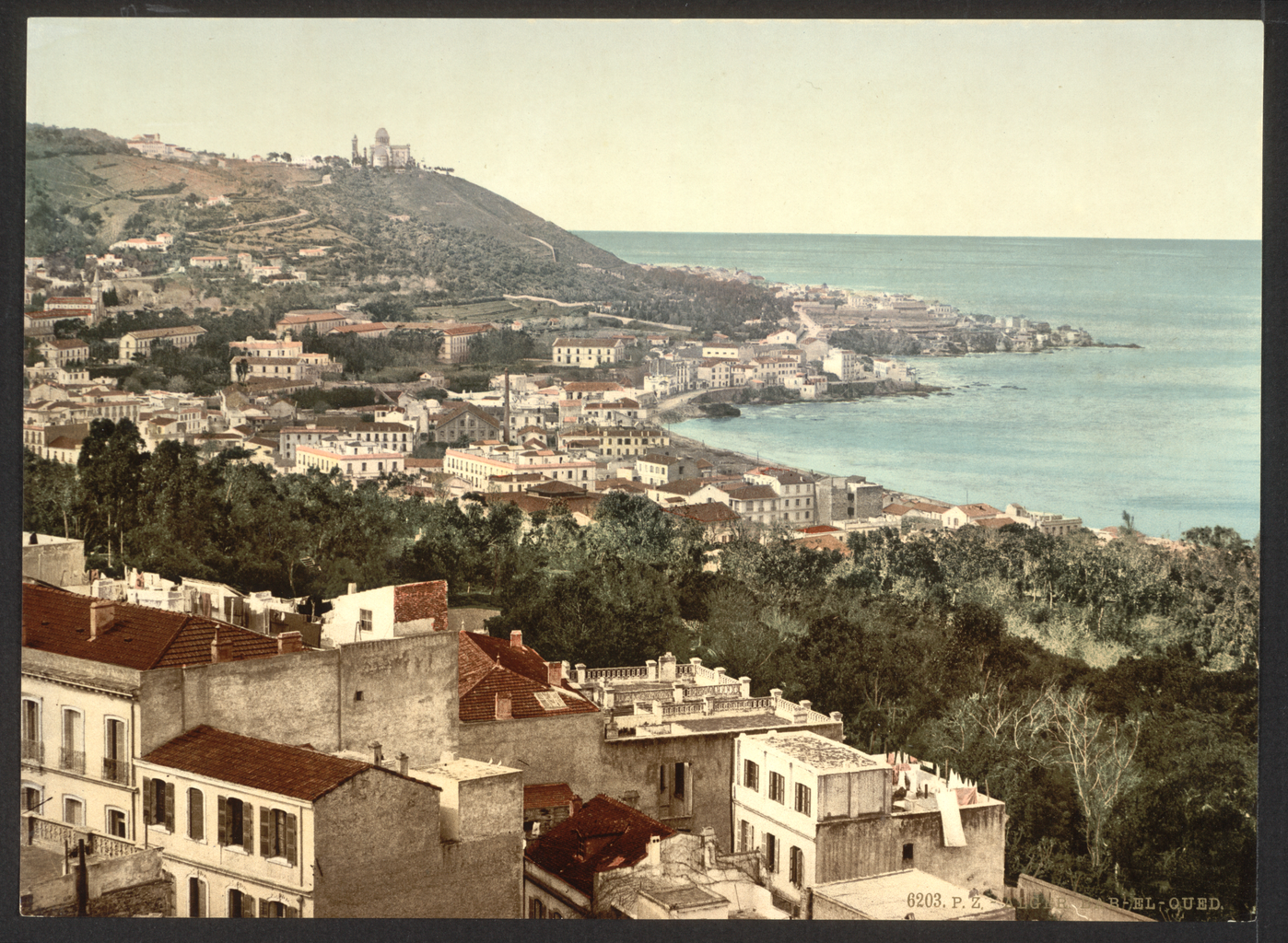
باب الواد من القصبة - 1899م

أصبحت فكرة الاحتلال الجزائر مُلحّة منذ أن تأسست الشركة الملكية الإفريقية الفرنسية بمينائي القالة وعنابة.
خصوصا بعد أن ظهرت الأطماع البريطانية في الجزائر من خلال الحملة إكسموت سنة 1816.
وفي هذا الإطار كلف نابليون المهندس الفرنسي بوتان سنة 1808 م بإعداد دراسة عن الساحل الجزائري وضبط الخريطة المفصلة لأحسن موقع لإنزال الجيش على التراب الجزائري.
[بحاجة لمصدر]

## جرائم الاحتلال الفرنسي في الجزائر
سقط في قمع سلطات الاستعمار الفرنسي الآلاف فمثلا في مجازر 08 ماي 1945 بمدينة سطيف وقالمة وخراطة خلال ثلاثة أيام آلاف القتلى الجزائريين (45 ألفا بحسب إحصاءات الذاكرة الوطنية الجزائرية) برصاص الشرطة والجيش ومليشيات المستوطنين، كما قُتل فيها نحو مائة أوروبي بيد وطنيين جزائريين.

### الإبادة الجماعية
ارتكب جيش الاحتلال العديد من الجرائم ضد المدنيين، والتي سماها المؤرخون بالرازيا (بالفرنسية: Razzias):

يروي العقيد مونتانياك (Montagnac):[بحاجة لمصدر]
.
ويقول النائب البرلماني طوكوفيل (Tocqueville):[بحاجة لمصدر]

ويقول مونتانياك:[بحاجة لمصدر]

ويروي:[بحاجة لمصدر]
الرازيا كما يسميها الفرنسيون لا تهدف إلى معاقبة المخطئين وإنما صارت مصدرا لتموين الجيش. كان كل ما ينهب يباع ويوزع ثمنه على الضباط والجنود، ربع الغنائم للضباط والنصف للجنود كما يذكر شارل أندري جوليان.

يقول دوكرو (DUCROT):[بحاجة لمصدر]
. ويقول النقيب لافاي (LAFAYE):[بحاجة لمصدر]
.
يعلق شارل أندري جوليان:[بحاجة لمصدر]
.
يقول مونتانياك:[بحاجة لمصدر]

ويروي الضابط المراسل تارنو:
.

ويروي الجنرال لاموريسيير:[بحاجة لمصدر]

و يقول مونتانياك:[بحاجة لمصدر]

ويقول الجنرال شانغارنييه (Changarnier):[بحاجة لمصدر]
ويقول الجنرال كانروبير ِ (Canrobert):

ويقول النقيب لافاي (Lafaye):[بحاجة لمصدر]
وقام العقيد ماكسيميليان جوزيف شوينبيرغ بمجازر كثيرة منها مجزرة قبيلة العوفية من 6 إلى 10 أفريل 1832م قرب الحراش.

### التهجير والاستيطان
عندما احتلت فرنسا الجزائر، اتبعت عدة سياسات تجاه السكان الأصليين، وتتمثل في التفقير والتهجير واحتكار أسواقها. فيما وفرت كل سبل العيش والرفاهية للمستوطنين الجدد القادمين ومن فرنسا وباقي أوروبا.
ويتم منح للمستوطنين امتيازات من أراضي واسعة أصبحت تحمل أسماءهم فقد أُقيمت أول مستوطنة في بوفاريك سنة 1836 ثم توسعت على كل منطقة وصل إليها الاستعمار حتى بلغ عدد المستوطنون في نهاية القرن 19 إلى مليون مستوطن من مختلف الجنسيات الأوروبية وكان الهدف من الاستيطان:
- تدعيم التواجد الأوروبي في الجزائر من أجل القضاء على الشخصية الوطنية
- تدعيم التواجد العسكري
- محاربة العقيدة الإسلامية ومحاولة التنصير
- تشجيع الهجرة اليهودية إلى الجزائر، قانون كريميو 1870 خير دليل على ذلك.

### التعدّي على حرمات المساجد ودور العبادة
الاعتداء على المساجد والزوايا ودور العبادة ومصادرة الأوقاف الإسلامية. برغم من أن اتفاقية استسلام الجزائر العاصمة كانت تدعو إلى احترام الحرية الدينية للأهالي. إن وحشية الاستعمار الفرنسي لم تقتصر على تدمير المساجد أو تحويلها إلى كنائس. بل قامت بقتل المصلين المعتصمين بها ومثال ذلك قتل أربعة آلاف مسلم أعزل معتصم في مسجد كتشاوة قبل تحويله إلى كنيسة.
وسجن المعتقلين السياسيين
حل حزب الشعب بهدف التعاون مع ألمانيا إلقاء القبض على مصالي الحاج
بعد مذبحة 8 مايو التي ارتكبها الفرنسيين في الجزائر عام 1945م تلتها مذابح وأهوال؛ ففي شهر يوليو سنة 1948م أحرق الجند الفرنسيين ورجال البوليس القرى وأتلفوا المؤن والأرزاق، وهاجم رجال الدرك عام 1949م قرية «سيدي علي بوناب» بدعوى التفتيش عن رجل هارب من الجندية ودام العدوان 15

### التعدي على الهوية.[14]
كانت الألقاب الجزائرية قبل الاستعمار الفرنسي ثلاثية التركيب (الابن والأب والجد)، وفي حالات أخرى خماسية التركيب، بحيث تضاف لها المهنة والمنطقة.
أصدرت الإدارة الاستعمارية الفرنسية في 23 مارس 1882 قانون الحالة المدنية أو قانون الألقاب الذي ينص على استبدال ألقاب الجزائريين الثلاثية وتعويضها بألقاب لا ترتبط بالنسب. وسبق صدور هذا القانون محاولات متواصلة لطمس الهوية الجزائرية، أهم ملامحها إجبار الأهالي -وهو التعبير الشائع لتوصيف الجزائريين- على تسجيل المواليد الجدد وعقود الزواج لدى مصلحة الحالة المدنية الفرنسية، بعدما كانوا يقصدون القاضي الشرعي أو شيخ الجماعة.
و الغاية من استبدال ألقاب الجزائريين الثلاثية وتعويضها بألقاب لا ترتبط بالنسب هو تفكيك نظام القبيلة لتسهيل الاستيلاء على الأراضي، وإبراز الفرد كعنصر معزول، وتغيير أساس الملكية إلى الأساس الفردي بدلا من أساس القبيلة، وطمس الهوية العربية والإسلامية من خلال تغيير الأسماء ذات الدلالة الدينية وتعويضها بهوية هجينة، وإحلال الفرد في المعاملات الإدارية والوثائق مكان الجماعة، وأخيرا تطبيق النمط الفرنسي الذي يخاطب الشخص بلقبه وليس باسمه.
و بموجب هذا القانون لم تكتفِ السلطات الاستعمارية بتغيير أسماء وألقاب الجزائريين بصفة عشوائية بل عوّضت العديد منها بأسماء مشينة ونابية وبعضها نسبة لأعضاء الجسم والعاهات الجسدية، وألقابا أخرى نسبة للألوان وللفصول ولأدوات الفلاحة وللحشرات وللملابس وللحيوانات ولأدوات الطهي. ولم يكن هناك أي منطق في إطلاق الألقاب على الأشخاص، وكل ما هنالك هو رغبة في تحطيم معنويات الجزائريين، من خلال منح الفرصة لترديد أسمائهم مشينة طول الوقت وعلى مرّ الأزمان. وما يزال الأبناء والأحفاد يتوارثون هذه الأسماء منذ عام 1882 وهي أسماء لم يختاروها هم ولا آباؤهم، وإنما أُجبروا على حملها حتى اليوم.
و من الأمثلة الحية على الألقاب المشينة التي تحملها عائلات جزائرية اليوم ويتم تداولها في كل المحررات والوثائق الرسمية لقب «حمار»، «بوذيل»، «خاين النار»، «مجنون»، «بوبغلة»، «بومعزة»، «كنّاس» ولقب «بومنجل».
كما يذكر التاريخ قصة الجزائري "الحاج البخاري بن أحمد بن غانم" وله أربعة أولاد: محمد وعبد القادر وأحمد والحبيب، فقد خسر هذا الشخص أرضه بعد رحيله إلى سوريا، وبعدما قامت الإدارة بتغيير ألقاب أولاده حيث أصبحوا "محمد عسّال، وعبد القادر بو وشمة، وأحمد البحري، والحبيب ندّاه.

### الاعتداء على الحقوق اللغوية
أصدر الحاكم العام الفرنسي للجزائر في 24 ديسمبر 1904م قرارا ينص على عدم السماح لأي معلم جزائري أن يفتح مدرسة لتعليم العربية دون الحصول على رخصة من السلطة العسكرية بشروط أهمها:
- ألا يدرس تاريخ الجزائر وجغرافيتها والعالم العربي الإسلامي.
- ألا يشرح آيات القرآن التي تتحدث عن الجهاد.
- الولاء للإدارة الفرنسية.[15]

وفي 5 محرم 1357 هـ الموافق لـ 08 مارس 1938م: أصدر رئيس مجلس الوزراء فرنسي آنذاك كاميي شوتون قرارا نص على حظر استعمال اللغة العربية واعتبارها لغة أجنبية في الجزائر. ويأتي هذا القانون في سلسلة قوانين سنَّها الاحتلال الفرنسي لمحاربة اللغة العربية، وحتى الأمازيغية، وجعل اللغة الوحيدة للبلاد هي اللغة الفرنسية. وكان لهذه القوانين الأثر الشديد في المجتمع الجزائري. وتحويل لغة الإدارة والحكم إلى اللغة الفرنسية. فقد مُنع أساتذة جمعية العلماء المسلمين من التدريس حيث نص القرار على «إغلاق المدارس العربية الحرة التي لا تملك رخصة العمل، ومنع كل معلم تابع للجمعية من مزاولة التعليم في المدارس المرخصة إلا بعد أن يتحصل على رخصة تعليم تقدمها له السلطات المعنية»، لكن السلطات الفرنسية امتنعت عن إصدار الرُّخص رغم الطلبات العديدة التي قُدمت.

## الموقف الشعبي[بحاجة لمصدر]
لم يتجاوب الشعب الجزائري مع السياسة الفرنسية في جميع الجهات بدون استثناء، لا سيما في المناطق التي عرفت ضغطا فرنسيا مكثفًا لتحويل اتجاهها الوطني، فلم يكن للإعانات ولا المساعدات التي تقدمها الإرساليات التبشيرية ولا للتعليم الذي وفرته المدرسة الفرنسية، ولا للمستوطنين الفرنسيين، ولا للمهاجرين الجزائريين الذين تنقلهم السلطات للعمل في فرنسا - أثر في فرنسة الشعب الجزائري المسلم، ما دفع مخططي السياسة الفرنسية إلى اتهام الجزائريين بأنهم شعب يعيش على هامش التاريخ.
حارب الشعب سياسة التفرقة الطائفية برفع شعار «الإسلام ديننا، والعربية لغتنا والجزائر وطننا» الذي أعلنه العالِم والمجاهد عبد الحميد بن باديس، ورأى المصلحون من أبناء الجزائر في ظل فشل حركات المقاومة، أن العمل يجب أن يقوم –في البداية- على التربية الإسلامية لتكوين قاعدة صلبة يمكن أن يقوم عليها الجهاد في المستقبل، مع عدم إهمال الصراع السياسي فتم تأسيس جمعية العلماء المسلمين الجزائريين عام [1350 هـ=1931 م] بزعامة ابن باديس، التي افتتحت مدارس لتعليم ناشئة المسلمين، وهاجم ابن باديس الفرنسيين وظلمهم، وشنع على عملية التجنس بالفرنسية وعدّها ذوبانا للشخصية الجزائرية المسلمة، وطالب بتعليم اللغة العربية والدين الإسلامي، وأثمرت هذه الجهود عن تكوين نواة قوية من الشباب المسلم يمكن الاعتماد عليها في تربية جيل قادم.
وعلى الصعيد السياسي بدأ الجزائريون المقاومة من خلال التنظيم السياسي الذي خاض هذا الميدان بأفكار متعددة، فمنهم من يرى أن الغاية هي المساواة بالفرنسيين، ومنهم الشيوعيون، والوطنيون، وظهرت عدة تنظيمات سياسية منها: حزب الجزائر الفتاة، وجمعية نجم شمال إفريقيا بزعامة مصالي الحاج الذي عرف بعد ذلك بحزب الشعب الجزائري، وتعرض زعيمه إلى الاعتقال والنفي مرات كثيرة.

### التحضير لاندلاع الثورة التحريرية
وضعت اللمسات الأخيرة للتحضير لاندلاع الثورة التحريرية في اجتماعي 10 و24 أكتوبر 1954 بالجزائر للجنة الستة. ناقش المجتمعون قضايا هامة هي:
- إعطاء تسمية للتنظيم الذي كانوا بصدد الإعلان عنه ليحل محل اللجنة الثورية للوحدة والعمل وقد اتفقوا على إنشاء جبهة التحرير الوطني وجناحها العسكري المتمثل في جيش التحرير الوطني. وتهدف المهمة الأولى للجبهة في الاتصال بجميع التيارات السياسية المكونة للحركة الوطنية قصد حثها على الالتحاق بمسيرة الثورة، وتجنيد الجماهير للمعركة الحاسمة ضد المستعمر الفرنسي
- تحديد تاريخ اندلاع الثورة التحريرية: كان اختيار ليلة الأحد إلى الاثنين أول نوفمبر 1954 كتاريخ انطلاق العمل المسلح يخضع لمعطيات تكتيكية - عسكرية، منها وجود عدد كبير من جنود وضباط جيش الاحتلال في عطلة نهاية الأسبوع يليها انشغالهم بالاحتفال بعيد مسيحي، وضرورة إدخال عامل المباغتة.
- تحديد خريطة المناطق وتعيين قادتها بشكل نهائي، ووضع اللمسات الأخيرة لخريطة المخطط الهجومي في ليلة أول نوفمبر)خريطة أهم عمليات أول نوفمبر 1954).
  - المنطقة الأولى- الأوراس:مصطفى بن بولعيد
  - المنطقة الثانية- الشمال القسنطيني: ديدوش مراد
  - المنطقة الثالثة- القبائل: كريم بلقاسم
  - المنطقة الرابعة- الوسط: رابح بيطاط
  - المنطقة الخامسة- الغرب الوهراني: العربي بن مهيدي
- تحديد كلمة السر لليلة أول نوفمبر 1954 : خالد وعقبة[بحاجة لمصدر]

### الاندلاع
كانت بداية الثورة بمشاركة 1200 مجاهد على المستوى الوطني بحوزتهم 400 قطعة سلاح وبضعة قنابل تقليدية فقط. وكانت الهجومات تستهدف مراكز الدرك والثكنات العسكرية ومخازن الأسلحة ومصالح إستراتيجية أخرى، بالإضافة إلى الممتلكات التي استحوذ عليها من المعمرين.
شملت هجومات المجاهدين عدة مناطق من الوطن، وقد استهدفت عدة مدن وقرى عبر المناطق الخمس: باتنة، أريس، خنشلة وبسكرة في المنطقة الأولى، قسنطينة وسمندو بالمنطقة الثانية، العزازقة وتيغزيرت وبرج منايل وذراع الميزان بالمنطقة الثالثة. أما في المنطقة الرابعة فقد مست كلا من الجزائر وبوفاريك والبليدة، بينما كانت سيدي علي وزهانة ووهران على موعد مع اندلاع الثورة في المنطقة الخامسة (خريطة التقسيم السياسي والعسكري للثورة 1954 -1956).
وباعتراف السلطات الاستعمارية، فإن حصيلة العمليات المسلحة ضد المصالح الفرنسية عبر كل مناطق الجزائر ليلة أول نوفمبر 1954، قد بلغت ثلاثين عملية خلفت مقتل 10 أوروبيين وعملاء وجرح 23 منهم وخسائر مادية تقدر بالمئات من الملايين من الفرنكات الفرنسية. أما الثورة فقد فقدت في مرحلتها الأولى خيرة أبنائها الذين سقطوا في ميدان الشرف، من أمثال بن عبد المالك رمضان وقرين بلقاسم وباجي مختارو ديدوش مراد وغيرهم[بحاجة لمصدر]

### بيان أول نوفمبر 1954
سبق العمل المسلح، الإعلان عن ميلاد «جبهة التحرير الوطني» التي أصدرت أول تصريح رسمي لها يعرف بـ «بيان أول نوفمبر». وقد وجهت هذا النداء إلى الشعب الجزائري مساء 31 أكتوبر 1954 ووزعته صباح أول نوفمبر، حددت فيه الثورة مبادئها ووسائلها، ورسمت أهدافها المتمثلة في الحرية والاستقلال ووضع أسس إعادة بناء الدولة الجزائرية والقضاء على النظام الاستعماري. وضحت الجبهة في البيان الشروط السياسية التي تكفل تحقيق ذلك دون إراقة الدماء أو اللجوء إلى العنف؛ كما شرحت الظروف المأساوية للشعب الجزائري والتي دفعت به إلى حمل السلاح لتحقيق أهدافه القومية الوطنية، مبرزة الأبعاد السياسية والتاريخية والحضارية لهذا القرار التاريخي. يعتبر بيان أول نوفمبر 1954 بمثابة دستور الثورة ومرجعها الأوّل الذي اهتدى به قادة ثورة التحرير وسارت على دربه الأجيال.[بحاجة لمصدر]

## روابط خارجية
- إسلام اون لاين
- تاريخ الجزائر[وصلة مكسورة]